# Тарская епархия
Та́рская епархия — епархия Русской Православной Церкви, объединяющая приходы и монастыри в северной части (55 %) Омской области (в границах Большереченского, Большеуковского, Знаменского, Колосовского, Крутинского, Саргатского, Тарского, Тевризского, Тюкалинского, Усть-Ишимского районов). Входит в состав Омской митрополии.

## История
В апреле 1920 года новохиротонисанный епископ Омский Димитрий (Беликов) пригласил иеромонаха Мануила (Лемешевского) в качестве викарного епископа с титулом Тарский. Тем не менее Тарское викариатство учреждено не было.
Создана решением Священного синода РПЦ от 6 июня 2012 года путём выделения из состава Омской епархии со включением в состав новообразованной Омской митрополии. Тогда же правящим архиереем был избран клирик Омской епархии игумен Савватий (Загребельный).

## Архиереи
- 21 июля 2012 — 13 апреля 2021 — Савватий (Загребельный)[3]
- 13 апреля 2021 — 24 сентября 2021 — Владимир (Иким) в/у, митрополит Омский
- 24 сентября 2021 — 11 октября 2023 — Петр (Дмитриев)
- с 11 октября 2023 — Викентий (Брылеев)

## Благочиния
Епархия разделена на 10 церковных округов:
- Большереченское благочиние
- Большеуковское благочиние
- Знаменское Благочиние
- Колосовское благочиние
- Крутинское благочиние
- Саргатское благочиние
- Тарское благочиние
- Тевризское благочиние
- Тюкалинское благочиние
- Усть-Ишимское благочиние